# Église Santa Lucia in Selci
Pour les articles homonymes, voir Église Sainte-Lucie.
L'église Santa Lucia in Selci (en français : église Sainte-Lucie-en-Silice) est une église romaine située dans le rione de Monti sur la via Santa Lucia in Selci.

## Historique
Cette église, initialement construite sur le site de l'ancien portique de Livie, est selon la tradition fondée au VIe siècle par le pape Symmaque puis restaurée aux suivants par les papes Honorius Ier et Léon III. Au XIIIe siècle, un monastère adjacent lui est ajouté, alloué en 1370 aux Chartreux, puis en 1534 aux Bénédictins et depuis 1568 à nos jours aux Augustines par la décision du pape Pie V. Le monastère est entièrement reconstruit à partir de 1604 sur les plans de l'architecte Carlo Maderno, dont il ne reste que le portique. L'église est elle totalement restaurée entre 1637-1638 par Francesco Borromini.
Elle abritait dès sa fondation le titre cardinalice Santa Lucia in Silice créé vers 300 et supprimé en 1577.

## Architecture
L'église est de plan rectangulaire avec une nef centrale unique et trois chapelles par côté. La chapelle Landi (la première à gauche) est décorée par Francesco Borromini ; la chapelle du Saint-Sacrement (deuxième à gauche) possède des œuvres de Carlo Maderno. Elle possède de nombreuses peintures remarquables dont une Sainte Trinité avec les saintes Augustine et Monique du Cavalier d'Arpin au-dessus du maître-autel, le Martyre de sainte Lucie par Giovanni Lanfranco, une Vision de sainte Augustine par Andrea Camassei et d'autres peintures de Baccio Ciarpi (en).

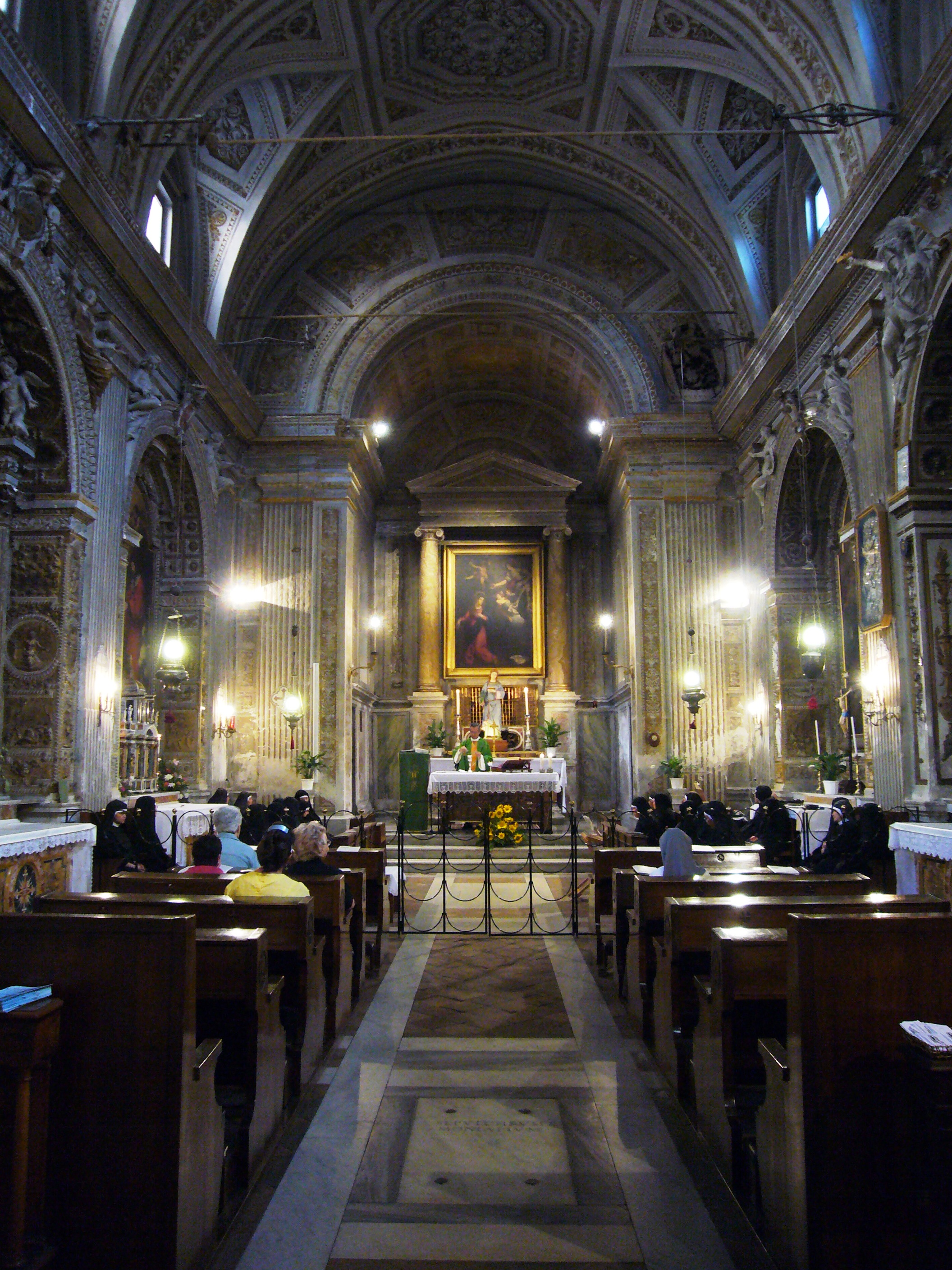
Intérieur de l'église

## Sources
- (en) Cet article est partiellement ou en totalité issu de l’article de Wikipédia en anglais intitulé « Santa Lucia in Selci » (voir la liste des auteurs).